# Государственный космический научно-производственный центр имени М. В. Хруничева
Акционерное общество «Государственный космический научно-производственный центр имени М. В. Хруничева» — одно из ведущих предприятий российской ракетно-космической промышленности.
У АО ГКНПЦ имени М. В. Хруничева основная продукция в настоящее время — ракеты-носители (РН) семейства «Протон» и разгонные блоки к ним. Ведётся разработка перспективного семейства РН «Ангара». ГКНПЦ им. Хруничева объединяет в себе целый ряд предприятий, специализирующихся на производстве, запуске и обслуживании ракетно-космической техники. Имеет филиал на космодроме «Байконур», в состав которого входит монтажно-испытательный корпус на площадке 92-50 и аэродром экспериментальной авиации «Юбилейный» на площадке 251, филиал в городе Королёв по разработке ракетных двигателей. Компания является членом МАКД.

## История
Предприятие основано в 1916 году как «Второй автомобильный завод „Руссо-Балт“» на участке земли, приобретённом у Шелапутина.
В 1921 году на базе завода был организован «Первый Государственный бронетанко-автомобильный завод». В 1922 году предприятие выпустило первые пять советских автомобилей «Руссо-Балт» (под названием «Промбронь»).
23 января 1923 года недостроенный автозавод был передан в концессию на 30 лет немецкой самолётостроительной фирме «Junkers» для создания цельнометаллических самолётов и моторов к ним, после чего до 1925 года на заводе были изготовлены первые 50 самолётов Ю-20 и 100 самолётов Ю-21. С 1924 года началась разработка советских цельнометаллических самолётов.
1 марта 1927 года договор концессии со стороны СССР был расторгнут в связи с тем, что компания Junkers не смогла выполнить условий концессии по производству дюралюминия и строительству моторов.
Вскоре после образования авиационного завода № 7 он был преобразован в завод № 22 имени 10-летия Октября. Здесь стали строиться советские самолёты-разведчики Р-3, Р-6, истребитель И-4, бомбардировщики ТБ-1, ТБ-3, ДБ-А, СБ, Пе-2, пассажирские АНТ-9 и АНТ-35.
В 1933 году заводу было присвоено имя Сергея Горбунова.
В 1930-е годы, в открытых источниках Союза ССР назывался Авиационный Орденоносный завод № 22.
В канун войны на заводе было освоено серийное производство пикирующего бомбардировщика Пе-2, за выдающиеся успехи в деле освоения в производстве новой авиационной техники и укрепления боевой мощи Красного Воздушного Флота отдельные работники были награждены орденами Союза ССР.
Во время первого авианалёта на Москву 22 июля 1941 года на территорию завода попало около сорока фугасных и более четырёхсот зажигательных бомб, пострадало несколько корпусов, погибли 92 рабочих завода.
В октябре — ноябре 1941 года завод был эвакуирован в Казань, став Казанским авиационным заводом № 22 им. С. П. Горбунова.
В декабре 1941 года на территории эвакуированного завода № 22 в Москве образован авиационный завод № 23, который до 1945 года производил дальние бомбардировщики Ил-4 и фронтовые бомбардировщики Ту-2. В дальнейшем здесь выпускались бомбардировщик Ту-12, стратегические бомбардировщики Ту-4, М-4, 3М, вертолёты Ми-6 и Ми-8.
Ракетная история предприятия началась в 1960 году: ОКБ-23 было перепрофилировано на разработку ракетно-космической техники и передано (вместе с заводом № 23) как филиал в подчинение ОКБ-52, генеральным конструктором которого был В. Н. Челомей.

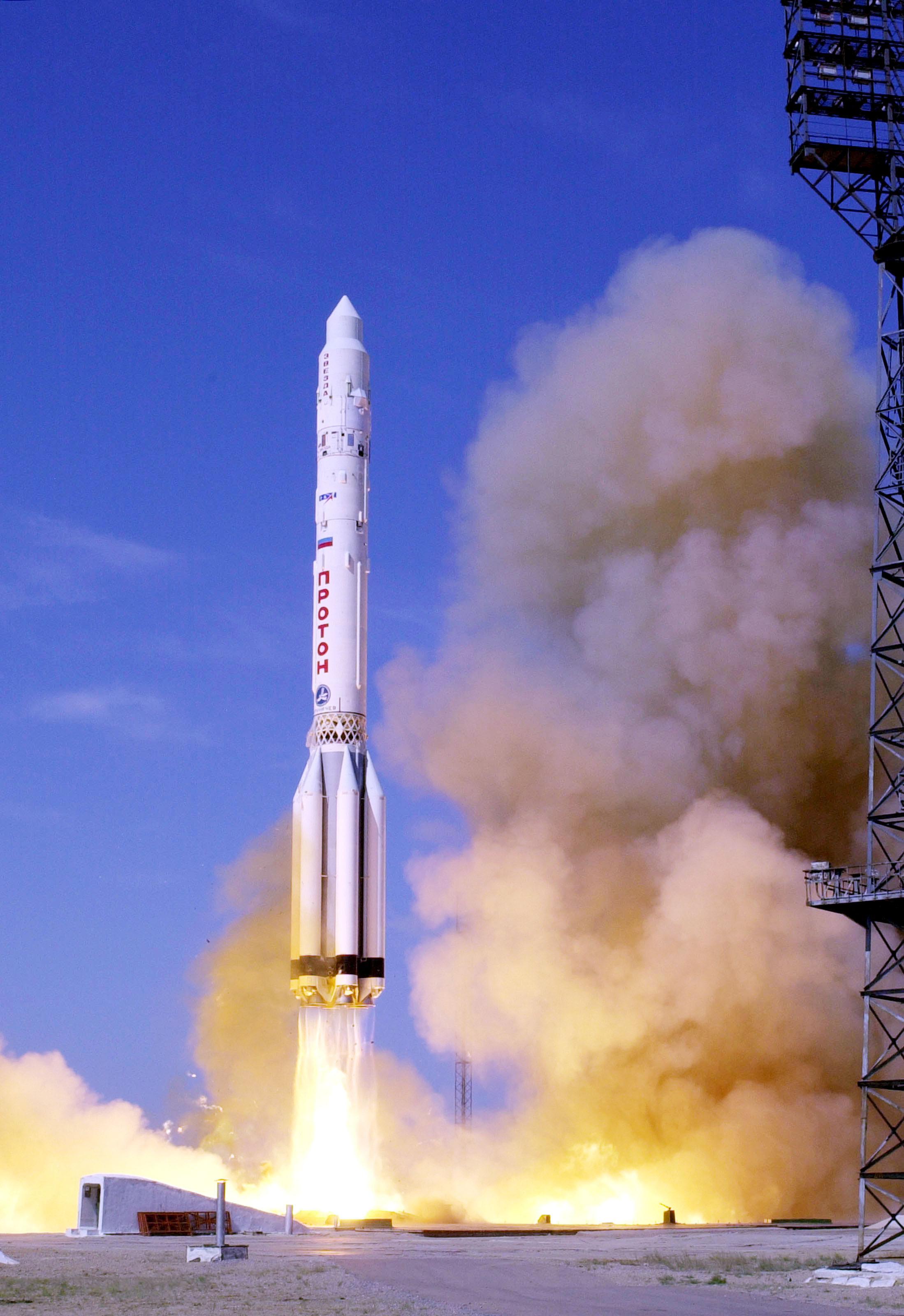
«Протон-К» выводит на орбиту модуль «Звезда» для МКС. Фото НАСА

В 1961 году завод № 23 стал называться Машиностроительный завод имени Михаила Васильевича Хруничева (сокр. ЗИХ).
В конце 70-х ОКБ-23 было выведено из подчинения В. Н. Челомея и преобразовано в конструкторское бюро «Салют».
В 1981—1988 гг. КБ входило в состав НПО «Энергия», а после 1988 года стало самостоятельным.
7 июня 1993 года на базе машиностроительного завода имени М. В. Хруничева и конструкторского бюро «Салют» был образован Государственный космический научно-производственный центр имени М. В. Хруничева.
С 1995 года предприятие участвует (совместно с «Lockheed Martin») в проекте International Launch Services (ILS); впоследствии Lockheed Martin продала свою долю собственности в совместном предприятии и ГКНПЦ им. М. В. Хруничева стал владельцем контрольного пакета акций ILS.
C 2006 года сотрудничает с южнокорейским космическим центром Наро: по аналогии с разработанной ГКНПЦ им. Хруничева ракетой-носителем «Ангара», была произведена первая разгонная ступень для ракеты-носителя KSLV-1 (Korea Space Launch Vehicle-1) — первый запуск Южной Кореей KSLV-1 состоялся 25 августа 2009 года.

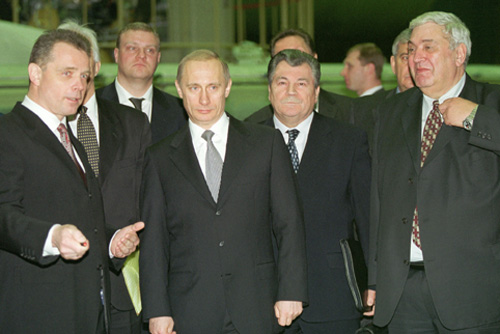
Визит президента РФ В. Путина в ГКНПЦ им. Хруничева (2002).
Слева — генеральный директор центра А. Медведев, справа — помощник президента Е. Шапошников и глава Роскосмоса Ю. Коптев.

3 февраля 2007 года Президент Российской Федерации В. В. Путин подписал указ о создании вертикально-интегрированной структуры по производству ракетно-космической и авиационной техники на базе ФГУП «ГКНПЦ им. М. В. Хруничева», в соответствии с которым к Центру им. М. В. Хруничева присоединилось четыре предприятия ракетно-космической промышленности России, в том числе и омское производственное объединение «Полет».
7 сентября 2011 года вблизи Ярославля потерпел катастрофу самолёт Як-42Д, взятый в лизинг авиакомпанией «Як-Сервис» у Центра им. Хруничева (см. Авиакатастрофа под Ярославлем 7 сентября 2011 года).
В 2014 году в отношении ряда российских фирм были введены американские санкции. Центр имени Хруничева благодаря лоббистской фирме «Мэдисон групп» (Madison Group) избежал санкционного запрета на продажу электронных компонентов для спутников. Лоббисты доказывали, что запрет на приобретение американских электронных компонентов сделает невозможным вывод в космос американской полезной нагрузки путем использования ракеты «Протон».
17 ноября 2017 года ФГУП «ГКНПЦ им. М. В. Хруничева» преобразовано в Акционерное общество «ГКНПЦ им. М. В. Хруничева».
На территории Центра им. Хруничева начато строительство высотного здания, в котором планируется разместить «Национальный космический центр».

## Деятельность
Разрабатывает и производит:
- основная продукция в настоящее время — ракеты-носители (РН) семейства «Протон» и разгонные блоки к ним.
- Ведётся разработка перспективного семейства РН «Ангара» (ракета совершила два полёта в 2014 году, в лёгкой и тяжёлой версиях); всего к 2014 году на создание «Ангары» у «Центра Хруничева» ушло около трёх миллиардов долларов.

С 1995 года предприятие участвует (совместно с «Lockheed Martin») в проекте International Launch Services (ILS).
В сентябре 2006 Lockheed Martin продала свою долю собственности в совместных предприятиях ILS и Lockheed-Khrunichev-Energia (LKE). Собственниками компании ILS стали Space Transport Inc. (Делавэр, США) и Государственный космический научно-производственный центр им. М. В. Хруничева с РКК «Энергия».
В конце мая 2008 года ГКНПЦ им. М. В. Хруничева стал владельцем контрольного пакета акций в компании ILS, которая сохранила эксклюзивное право на маркетинг ракеты «Протон» и перспективной российской ракеты-носителя «Ангара» на мировом рынке.
В августе 2009 года указом Президента Российской Федерации Д. А. Медведева ГКНПЦ им. М. В. Хруничева стал распоряжаться акциями воронежского Конструкторского бюро химавтоматики.
В 2015 году предприятие оказалось в сложном финансовом положении и было вынуждено переуступить права на пользование большей частью своих производственных площадей (около 100 гектаров из 144 гектаров) в обмен на кредит в сумме 35 млрд рублей.
17 ноября 2017 года ФГУП «ГКНПЦ им. М. В. Хруничева» преобразовано в Акционерное общество «ГКНПЦ им. М. В. Хруничева» на основании распоряжения правительства РФ от 8 февраля 2017 года «Об утверждении прогнозного плана (программы) приватизации федерального имущества и основных направлений приватизации федерального имущества на 2017—2019 годы», а также распоряжений территориального управления Росимущества по Москве от 2 августа 2017 года и от 27 сентября 2017 года.
Оценку активов и проведение аудита и инвентаризации ГКНПЦ им. М. В. Хруничева будет проведено аудиторской компанией «Нексиа Пачоли»; информированный источник в Роскосмосе рассказал, что эту фирму в качестве консультанта и исполнителя ряда процедур по подготовке активов перед их внесением в уставный капитал ОРКК рекомендовал Андрей Клепач, в марте этого года назначенный председателем совета директоров ОРКК.
К 2019 году долговая нагрузка предприятия оценивается в 130 млрд рублей, что сопоставимо с годовым бюджетом «Роскосмоса».
В конце июня 2019 года стало известно, что на территории ГКНПЦ им. Хруничева в Москве будет построен гигантский деловой центр (Национальный космический центр и ряд технопарков, выставочных и общественно-деловых центров).

### Структура предприятия
В структуру предприятия входят:
- Конструкторское бюро «Салют»
- Ракетно-космический завод
- Служба по эксплуатации ракетно-космической техники
- Конструкторское бюро «Арматура»
- Научно-исследовательский институт космических систем (НИИ КС) имени А. А. Максимова
- Завод медицинской техники и товаров народного потребления
- Воронежский механический завод
- ПО «Полет»
- Конструкторское бюро химического машиностроения (КБХМ) имени А. М. Исаева
- Усть-Катавский вагоностроительный завод (УКВЗ) им. С. М. Кирова

### Количество сотрудников
- 2015 год — 30 288.
- 2016 год — 27 514.
- 2017 год — 25 083[21].

## Санкции
25 февраля 2023 года, на фоне вторжения России на Украину, центр попал под санкции всех стран Евросоюза, так как «производит и поставляет продукцию, используемую российскими военными во время агрессивной войны России против Украины». Евросоюз отмечает, что «Роскосмос передает спутниковые снимки Украины в Министерство обороны России, обеспечивая информационно-разведывательную поддержку российским военным».

## Руководство
Руководители предприятия с 1916 по 2018 гг.:
| Имя                              | Годы жизни | Годы руководства |
| -------------------------------- | ---------- | ---------------- |
| Кульчицкий, Гавриил Васильевич   | 1879—1935  | 1916—1919        |
| Оленчук, Иван Степанович         |            | 1920—1924        |
| Малахов, Фёдор Сергеевич         |            | 1927—1931        |
| Горбунов, Сергей Петрович        | 1902—1933  | 1931—1933        |
| Миткевич, Ольга Александровна    | 1889—1938  | 1933—1935        |
| Марголин, Семён Леонтьевич       | 1895—1937  | 1935—1936        |
| Сухарев, Алексей Сергеевич       | 1901-?     | 1937—1938        |
| Окулов, Василий Андреевич        | 1899—1974  | 1938—1941        |
| Кузин, Илларион Матвеевич        |            | 1942             |
| Иосилович, Исаак Борисович       | 1909—1972  | 1942—1944        |
| Третьяков Анатолий Тихонович     | 1899—1978  | 1944—1946        |
| Лещенко, Сергей Михайлович       | 1904—1974  | 1946—1952        |
| Осипов, Дмитрий Николаевич       |            | 1952—1960        |
| Рыжих, Михаил Иванович           | 1910—1982  | 1961—1975        |
| Киселёв, Анатолий Иванович       | 1938—2017  | 1975—2001        |
| Медведев, Александр Алексеевич   | р. 1952    | 2001—2005        |
| Нестеров Владимир Евгеньевич     | 1949—2022  | 2005—2012        |
| Селиверстов, Александр Иванович  | р. 1960    | 2012—2014        |
| Калиновский, Андрей Владимирович | р. 1963    | 2014—2017        |
| Варочко, Алексей Григорьевич     | р. 1955    | 2017 — 2025      |
| Денискин, Денис Геннадьевич      | р. 1984    | 2025 — н.в.      |